# Anna di Danimarca (elettrice di Sassonia)
Anna di Danimarca (Haderslev, 22 novembre 1532 – Dresda, 1º ottobre 1585) è stata una principessa danese e principessa consorte di Sassonia.

## Biografia
Era figlia di Cristiano III di Danimarca, re di Danimarca, Norvegia e Svezia, e di sua moglie, Dorotea di Sassonia-Lauenburg. Sua madre le insegnò i principi di base per raccogliere piante medicinali e preparare rimedi erboristici. Dopo l'introduzione del protestantesimo in Danimarca nel 1537, fu cresciuta come una rigorosa luterana ortodossa.

## Matrimonio
Nel marzo 1548 divenne promessa sposa di Augusto I di Sassonia, fratello minore e possibile erede del principe elettore Maurizio di Sassonia. Questo matrimonio servì per unire ancora di più la Danimarca con la Germania. L'Elettore da parte sua voleva stabilire migliori rapporti con le fazioni luterane. Il matrimonio ebbe luogo a Torgau il 7 ottobre 1548. Fu la prima grande festa durante il regno dell'elettore Maurizio e la prima occasione per la linea albertina della casa di Wettin di presentarsi come Elettori di Sassonia, titolo che avevano ottenuto nel 1547.
Diede alla luce quindici figli:
- Giovanni Enrico (Weißenfels, 1550);
- Eleonora (Wolkenstein, 2 maggio 1551-Wolkenstein, 24 aprile 1553);
- Elisabetta (Wolkenstein, 18 ottobre 1552-Heidelberg, 2 aprile 1590), sposò Giovanni Casimiro del Palatinato-Simmern;
- Alessandro (Dresda, 21 febbraio 1554-Dresda, 8 ottobre 1565);
- Magno (Dresda, 24 settembre 1555-Dresda, 6 novembre 1558);
- Gioacchino (Dresda, 3 maggio 1557-Dresda, 21 novembre 1557);
- Ettore (Dresda, 7 ottobre 1558-Dresda, 4 aprile 1560/1569);
- Cristiano (Dresda, 29 ottobre 1560-Dresda, 25 settembre 1591), principe elettore di Sassonia;
- Maria (Torgau, 8 marzo 1562-Torgau, 6 gennaio 1566);
- Dorotea (Dresda, 4 ottobre 1563-Wolfenbüttel, 1587), sposò il duca Enrico Giulio di Brunswick-Lüneburg;
- Amalia (Dresda, 28 gennaio 1565-Dresda, 2 luglio 1565);
- Anna (Dresda, 16 novembre 1567-Veste Coburg, 27 gennaio 1613), sposò il duca Giovanni Casimiro di Sassonia-Coburgo;
- Augusto (Dresda, 23 ottobre 1569-Dresda, 12 febbraio 1570);
- Adolfo (Stolpen, 8 agosto 1571-Dresda, 12 marzo 1572);
- Federico (Annaberg, 18 giugno 1575-Annaberg, 24 gennaio 1577).

Anna e Augusto inizialmente vivevano a Weißenfels. Quando Augusto divenne elettore nel 1553 in seguito alla morte di suo fratello Maurizio, vissero principalmente a Dresda. Il loro matrimonio era considerato armonioso.
Anna di Danimarca era una grande scrittrice di lettere e conservò un buon archivio della sua corrispondenza. Le sue lettere forniscono una visione dettagliata della sua vita quotidiana e del suo coinvolgimento negli affari politici e religiosi del suo tempo. In Sassonia e in tutta Europa era considerata una persona di notevole influenza. Era una sostenitrice molto attiva del luteranesimo e ha svolto un ruolo nella soppressione del cripto-calvinismo in Sassonia (1574-1577). Non è chiaro fino a che punto sia stata coinvolta nella dura persecuzione dei calvinisti che includeva torture e lunghi periodi di carcerazione. Aveva buoni rapporti con altre case reali e principesche e spesso le veniva chiesto di agire come intermediaria, nei conflitti così come nelle trattative matrimoniali.

### Agricoltura e farmacia
Durante la sua vita, Anna era nota per la sua abilità nella gestione di giardini e terreni agricoli. Nel 1578 il marito le affidò la gestione di tutte le sue tenute. Ha contribuito allo sviluppo dell'agricoltura in Sassonia introducendo nuove colture e nuove specie di bestiame e ha promosso l'introduzione dell'orticoltura praticata nei Paesi Bassi e in Danimarca. Ciò ha avuto un effetto positivo sull'economia della Sassonia, che è diventata una delle zone più prospere della Germania. Era un'esperta riconosciuta di tradizioni erboristiche e di rimedi erboristici preparati personalmente; ancora oggi viene considerata la prima farmacista donna in Germania. Nel castello di Annaburg, da cui prende il nome, si trova il suo grande laboratorio e la sua biblioteca.

## Morte
Anna di Danimarca morì il 1 ottobre 1585 dopo una lunga malattia. Rimane una delle elettrici più conosciute della Sassonia, in parte a causa delle biografie scritte su di lei nel XIX secolo che sottolineano il suo ruolo tradizionale di "madre della nazione".

## Ascendenza
|                                   |                                  |                                    | Genitori                           |  |  | Nonni |  |  | Bisnonni                 |  |  | Trisnonni             |  |
|                                   |                                  |                                    |                                    |  |  |       |  |  | Cristiano I di Danimarca |  |  | Dietrich di Oldenburg |  |
|                                   |                                  |                                    |                                    |  |  |       |  |  | Cristiano I di Danimarca |  |  | Dietrich di Oldenburg |  |
|                                   |                                  | Edvige di Schauenburg              |                                    |  |  |       |  |  | Cristiano I di Danimarca |  |  |                       |  |
| Federico I di Danimarca           |                                  |                                    |                                    |  |  |       |  |  | Cristiano I di Danimarca |  |  |                       |  |
|                                   |                                  | Dorotea di Brandeburgo             | Giovanni l'Alchimista              |  |  |       |  |  |                          |  |  |                       |  |
|                                   |                                  | Dorotea di Brandeburgo             | Giovanni l'Alchimista              |  |  |       |  |  |                          |  |  |                       |  |
|                                   |                                  | Dorotea di Brandeburgo             | Barbara di Sassonia-Wittenberg     |  |  |       |  |  |                          |  |  |                       |  |
| Cristiano III di Danimarca        |                                  | Dorotea di Brandeburgo             |                                    |  |  |       |  |  |                          |  |  |                       |  |
|                                   |                                  | Giovanni I di Brandeburgo          | Alberto III di Brandeburgo         |  |  |       |  |  |                          |  |  |                       |  |
|                                   |                                  | Giovanni I di Brandeburgo          | Alberto III di Brandeburgo         |  |  |       |  |  |                          |  |  |                       |  |
|                                   |                                  | Giovanni I di Brandeburgo          | Margherita di Baden                |  |  |       |  |  |                          |  |  |                       |  |
| Anna del Brandeburgo              |                                  | Giovanni I di Brandeburgo          |                                    |  |  |       |  |  |                          |  |  |                       |  |
|                                   |                                  | Margherita di Sassonia             | Guglielmo III di Sassonia          |  |  |       |  |  |                          |  |  |                       |  |
|                                   |                                  | Margherita di Sassonia             | Guglielmo III di Sassonia          |  |  |       |  |  |                          |  |  |                       |  |
|                                   |                                  | Margherita di Sassonia             | Anna d'Asburgo                     |  |  |       |  |  |                          |  |  |                       |  |
| Anna di Danimarca                 |                                  | Margherita di Sassonia             |                                    |  |  |       |  |  |                          |  |  |                       |  |
|                                   | Giovanni V di Sassonia-Lauenburg | Bernardo III di Sassonia-Lauenburg |                                    |  |  |       |  |  |                          |  |  |                       |  |
|                                   | Giovanni V di Sassonia-Lauenburg | Bernardo III di Sassonia-Lauenburg |                                    |  |  |       |  |  |                          |  |  |                       |  |
|                                   | Giovanni V di Sassonia-Lauenburg | Adelaide di Pomerania-Stolp        |                                    |  |  |       |  |  |                          |  |  |                       |  |
| Magnus I di Sassonia-Lauenburg    | Giovanni V di Sassonia-Lauenburg |                                    |                                    |  |  |       |  |  |                          |  |  |                       |  |
|                                   |                                  | Dorotea di Hohenzollern            | Federico II di Brandeburgo         |  |  |       |  |  |                          |  |  |                       |  |
|                                   |                                  | Dorotea di Hohenzollern            | Federico II di Brandeburgo         |  |  |       |  |  |                          |  |  |                       |  |
|                                   |                                  | Dorotea di Hohenzollern            | Caterina di Sassonia               |  |  |       |  |  |                          |  |  |                       |  |
| Dorotea di Sassonia-Lauenburg     |                                  | Dorotea di Hohenzollern            |                                    |  |  |       |  |  |                          |  |  |                       |  |
|                                   |                                  | Enrico IV di Brunswick-Lüneburg    | Guglielmo IV di Brunswick-Lüneburg |  |  |       |  |  |                          |  |  |                       |  |
|                                   |                                  | Enrico IV di Brunswick-Lüneburg    | Guglielmo IV di Brunswick-Lüneburg |  |  |       |  |  |                          |  |  |                       |  |
|                                   |                                  | Enrico IV di Brunswick-Lüneburg    | Elisabetta di Stolberg-Wernigerode |  |  |       |  |  |                          |  |  |                       |  |
| Caterina di Braunschweig-Lüneburg |                                  | Enrico IV di Brunswick-Lüneburg    |                                    |  |  |       |  |  |                          |  |  |                       |  |
|                                   |                                  | Caterina di Pomerania-Wolgast      | Eric II di Pomerania-Wolgast       |  |  |       |  |  |                          |  |  |                       |  |
|                                   |                                  | Caterina di Pomerania-Wolgast      | Eric II di Pomerania-Wolgast       |  |  |       |  |  |                          |  |  |                       |  |
|                                   |                                  | Caterina di Pomerania-Wolgast      | Sofia di Pomerania-Stolp           |  |  |       |  |  |                          |  |  |                       |  |
|                                   |                                  | Caterina di Pomerania-Wolgast      |                                    |  |  |       |  |  |                          |  |  |                       |  |